# 조민욱
조민욱(1991년 ~)은 대한민국의 가수 겸 보컬 트레이너다. 4인조 혼성그룹 20분의 메인보컬로 활동하고 있다.

## 방송
- 슈퍼스타K 2016 - Top4 (4위)

## 음반
- 슈퍼스타K 2016 #5 (2016)
- 슈퍼스타K 2016 TOP4 (2016)
- Awesome (2017)
- 말하지못한 (2019)